# The Mike Douglas Show
The Mike Douglas Show est une émission américaine de talk-show diffusée entre de 1963 à 1981 à la télévision américaine.